# Araneus cylindriformis
Araneus cylindriformis är en spindelart som först beskrevs av Roewer 1942.  Araneus cylindriformis ingår i släktet Araneus och familjen hjulspindlar.
Artens utbredningsområde är Guatemala. Inga underarter finns listade i Catalogue of Life.